# El Marsa
El Marsa (àrab: المرسى, al-Marsà; amazic estàndard marroquí: ⵍⵎⴰⵔⵙⴰ, Lmarsa) és un municipi del Sàhara Occidental controlat pel Marroc, qui l'ha integrat en la Província d'Al-Aaiun de la regió de Laâyoune-Sakia El Hamra. Segons el cens de 2014 tenia una població total de 17.917 persones, la segona més gran de la província després d'Al-Aaiun i la tercera de la regió. És un port a l'oceà Atlàntic i també és coneguda com a Laayoune Plage. La ciutat té un hospital i es comunica amb Al-Aaiun per la N1, la principal autopista del Marroc que travessa el Sàhara Occidental fins Bojador.